# Santo Estêvão (Chaves)
Santo Estêvão ist eine Gemeinde (Freguesia) im portugiesischen Kreis Chaves. In ihr leben 543 Einwohner (Stand 19. April 2021).